# Piedmont (Kalifornia)
Piedmont város az USA Kalifornia államában, Alameda megyében. Lakosainak száma 11 270 fő (2020. április 1.).

## Népesség
A település népességének változása:

| 2010 | 10 667 |
| 2020 | 11 270 |